# Мохнацька сільська рада (Попільнянський район)
Мохнацька сільська рада — колишня адміністративно-територіальна одиниця та орган місцевого самоврядування у Корнинському і Попільнянському районах Білоцерківської округи, Київської та Житомирської областей Української РСР з адміністративним центром у селі Мохначка.

## Населені пункти
Сільській раді на час ліквідації були підпорядковані населені пункти:
- с. Мохначка
- с. Сущанка

## Історія та адміністративний устрій
Створена 1923 року в с. Мохначка Лучинської волості Сквирського повіту Київської губернії. 7 березня 1923 року увійшла до складу новоствореного Корнинського району Білоцерківської округи. 5 лютого 1931 року, внаслідок ліквідації Корнинського району, сільську раду передано до складу Попільнянського району Української СРР. 17 лютого 1935 року, відповідно до постанови Президії ВУЦВК «Про склад нових адміністративних районів Київської області», сільську раду включено до складу відновленого Корнинського району Київської області.
Станом на 1 вересня 1946 року сільська рада входила до складу Корнинського району Житомирської області, на обліку в раді перебувало с. Мохначка.
28 листопада 1957 року, внаслідок ліквідації Корнинського району, сільську раду включено до складу Попільнянського району Житомирської області. 7 січня 1963 року, відповідно до рішення Житомирського облвиконкому № 2 «Про зміну адміністративної підпорядкованості окремих сільських рад і населених пунктів», до складу ради передане с. Сущанка Лучинської сільської ради Коростишівського району.
13 січня 1969 року, відповідно до рішення Житомирського облвиконкому № 16 «Про зміни в адміністративному підпорядкуванні деяких населених пунктів області», адміністративний центр ради перенесено до с. Сущанка з перейменуванням її на Сущанську, с. Мохначка підпорядковане Білківській сільській раді Попільнянського району Житомирської області.